# 大和姫呂未
大和 姫呂未（やまと ひろみ、1982年8月31日 - ）は、日本のシンガーソングライター、タレント、ラジオパーソナリティ、ボイストレーナー。旧芸名「松浦 ひろみ」（まつうら ひろみ）時代にはセクシー女優としても活動していた。ニックネームは大和先生。
演劇評論家の佐伯隆幸は伯父にあたる。趣味はファッション・ショッピング・入浴・グルメ。

## 来歴・人物

### 誕生 - 音楽活動開始
1982年愛媛県新居浜市生まれ、高知県で育つ（なお、公式プロフィールでは出身地を高知県としている）。高校時代よりデモテープを制作するなど曲作りに取り組み、2005年1月から本格的な音楽活動を始めた。

### 「松浦ひろみ」時代
2005年9月、「松浦ひろみ」名義で米米CLUBのジョプリン得能のプロデュースにより、ファーストマキシシングル『Cruel』をリリースした。
2006年4月にリリースされたセカンドマキシシングル『SAVE ME』は、PS2ゲーム『蜜×蜜ドロップス』 (少女コミック版) の主題歌に採用され、同年10月にはファーストアルバム『ROMANTIC FANTAGIC』がリリースされた。このアルバムは4曲のCMタイアップとなり、特にリード曲の『NARITA』は雄飛航空の成田エキスプレスのCMソングとなった。ラジオ番組やインターネット番組のパーソナリティにも起用され、多数のレギュラー番組を持つことになる。
しかし、2007年9月に心身の問題から出演していたインターネット番組を降板、10月からの新番組『松浦ひろみのHAPPY MUSIC』も本人がほとんど出演できないまま打ち切りとなった。その後3枚目シングルの『HAPPY LIFE』は大手住宅メーカー「ミサワホーム」の「HYBRID BLANC」のCMソングとしてプロモーションビデオとコラボレーションし、TV放映された。しかし体調は回復せず、本格的な音楽活動への復帰は2007年末になってからだった。
2008年3月からはシングルのリリースを再開。その一方で、セクシー路線のイメージビデオへの出演を開始した。
2009年2月には4月リリースの2ndアルバム『Angel Virgin』のプロモーションの一環としてAVに出演し、話題を呼んだ。また、並行して全国12か所のライブハウスツアーを行う。
AV出演に関しては当初は1本のみとしていたが、その経験の結果「AV女優」という仕事に本格的に取り組みたいと感じ、歌手とAV女優について対等に活動していきたいと考える様になった松浦は2010年2月にアリスJAPANより復活。インタビューでは自身の持つサディズムの部分を生かした女王様系の作品や、コスプレ作品への意欲を示した。その後も多くの作品に出演し、出演作品数は最終的に各メーカー合計で11本に達した。
その後ブログにて2010年12月をもってアダルト活動終了を宣言・引退した。また、同月には東洋ショー劇場でストリップ出演したが、こちらは1回きりで終了した。
2010年は自身初の主演映画『懺悔〜松岡真知子の秘密〜』の主題歌となった4枚目シングル『落花流水』を発売、さらにテレビ東京の音楽番組『音流〜On Ryu〜』のエンディングテーマにも採用される。また、2度目の全国ツアーを行った。

### 「大和姫呂未」時代
2011年8月27日渋谷Wasted Timeのライブにて、「大和姫呂未」に改名すると発表。その後8月28日公式ブログにて改名するとの発表をする。
同年はFM立川でレギュラー番組を持ち、USTREAM放送などを行っていた。また「RENEWAL OPEN-THE SELECTIONS-」リリースライブとして全国のショッピングモールも回った。
2012年6月にはシンガーの庄野真代と一緒に東北の復興支援に向かい、石巻でコンサートを開いた。
2011年から2012年、震災復興支援活動を多数行い、6月にはシンガーの庄野真代と一緒に東北の復興支援に向かい、各地の学校の植樹やコンサートを開いた。そして津波で泥まみれになったグランドピアノがあった。そしてそのピアノが修復され、6月10日、かめ七呉服店隣のホールでその修復されたピアノを最初に演奏したのが大和姫呂未であった。又、当日弾いた曲は「翼を下さい」であったと地元の新聞に掲載された。
同年8月15日、江東区にある老人ホーム紫陽花苑を慰問する。2012年後半から2013年まで、3度目の全国ツアーを行う。
2014年8月に初舞台となる夢-artの公演に立つ。
2015年にはデビュー10周年を記念しベストアルバムを発売後４度目の全国ツアーを行う。
2015年よりセクシー女優の歌のイベント「LADY MADONNA」のオーガナイザーとなり、主催をする。これは一度は身を置いた世界への恩返しと、歌に興味を持つAV女優へ場を提供したいという思いから実施している。
2016年9月にリリースした『虹』が有線放送リクエストランキングで1位となる。
2018年、ニューヨークに音楽留学。
2019年6月16日マザアズ南柏にて老人ホーム慰問コンサートを行う。
2019年7月20日、一夜限りの松浦ひろみ復活ライブを実施。
2020年9月にリリースしたアルバム収録曲の『Gのうた』が有線放送リクエストランキングで2度目の1位を獲得、日本テレビ系「#バズリズム02」の"あの人ランキング"コーナーにてMVが紹介された。
また同収録曲『DOOR～恋する季節～』が2021年1月に放送されたテレビ朝日系列東北ブロック6局ネット特番「東北 サンドの隣の県は青かった！？」エンディングソングタイアップを獲得する。
2020年10月9日発売、利根さやなのアルバム「POP‘N SMILE」収録曲10曲のうち9曲を作曲（GiveLove、brand new days、LonelyPrincess、僕らのエール、ShinySmile、笑顔の理由、FULL SPEED、君がいたから、Star）
2020年11月27日、クラブチッタ川崎で行われた「LADY MADONNA-拡大版-I saw her standing there～その時ハートは盗まれた～」では白石茉莉奈と七海ななとユニット「RWM」を結成してライブステージを行った。
2022年2月18日発売、枢木あおいシングル「白夜に月」収録曲（「白夜に月」「searchlight」の作詞作曲。「きえてく」作曲）
2023年4月同じ事務所の男性ハーモニーグループmic-aloneに楽曲提供（Calling Me、Smile Togeter）を行う。キャンペーンライブを一緒に回る。
2023年8月3日、品川・GOTANDA G6で行われた「LADY MADONNA ANNEX」に出演。同ライブではオーガナイザーおよび司会も務めた。
2023年10月8日　世田谷にある就労継続支援B型作業所「ガーデンカフェときそら」にてライブを行う。
2024年3月17日　全日本エンターテイメント協会能登半島復興支援ライブに参加。
2024年5月11日　世田谷にある就労継続支援B型作業所「ガーデンカフェときそら」にてライブを行う。
2025年3月27日、東京・港区の青山RizMで開催された「LADY MADONNA Vol.18」では同年末をもって「LADY MADONNA」イベントの幕を閉じることを発表。2025年4月には「大和姫呂未写真集20th Anniversary」をDESERT AIR出版から発売。
2025年8月発売、同じ事務所の男性グループYOWABOKUに楽曲提供（VIVA TOCHIGI!!!／作曲、弱者は僕のせいだから　作詞作曲）。

## ディスコグラフィ

### シングル
| 枚             | 発売日         | タイトル         | 規格品番       | オリコン 最高位 | 有線 リクエストランキング | USEN HIT SNS ランキング |
| 松浦ひろみ名義 | 松浦ひろみ名義 | 松浦ひろみ名義   | 松浦ひろみ名義 | 松浦ひろみ名義  |                           |                         |
| -------------- | -------------- | ---------------- | -------------- | --------------- | ------------------------- | ----------------------- |
| 1st            | 2005年9月7日   | Cruel            | APCS-1007      | 圈外            |                           |                         |
| 2nd            | 2006年4月5日   | SAVE ME          | APCS-1008      | 圈外            |                           |                         |
| 3rd            | 2007年9月5日   | HAPPY LIFE       | APCS-1012      | 圈外            |                           |                         |
| 4th            | 2010年7月7日   | 落花流水         | APCS-1015      | 圈外            |                           |                         |
| 5th            | 2011年5月11日  | ありがとう       | APCS-1018      | 圈外            |                           |                         |
| 大和姫呂未名義 |                |                  |                |                 |                           |                         |
| 6th            | 2013年3月8日   | クロノス         | APCS-1019      | 圈外            |                           |                         |
| 7th            | 2014年7月4日   | dejavu           | APCS-1020      | 圈外            |                           |                         |
| 8th            | 2014年12月5日  | SNOW ANGEL       | APCS-1022      | 圈外            |                           |                         |
| 9th            | 2016年9月9日   | 虹               | APCS-1025      | 圈外            | １位                      |                         |
| 10th           | 2017年12月8日  | 今宵、無情       | APCS-1029      |                 |                           |                         |
| 11th           | 2019年9月6日   | モノクロ         | APCS-1031      |                 |                           |                         |
| 12th           | 2022年9月9日   | アナザーヒーロー | APCS－1035     |                 |                           |                         |
| 13th           | 2024年4月5日   | 黒歴史           | APCS－1038     |                 |                           | 20位                    |

### 配信楽曲
| #              | 配信開始日     | 楽曲           |                |                |
| 松浦ひろみ名義 | 松浦ひろみ名義 | 松浦ひろみ名義 | 松浦ひろみ名義 | 松浦ひろみ名義 |
| -------------- | -------------- | -------------- | -------------- | -------------- |
| 1              | 2008年3月26日  | I miss you     |                |                |
| 2              | 2008年4月30日  | 永遠に…        |                |                |
| 3              | 2008年11月26日 | Hello          |                |                |
| 4              | 2008年12月24日 | HONEY          |                |                |
| 5              | 2009年1月28日  | 虹色のdriving  |                |                |
| 6              | 2009年9月9日   | ゴメンね...    |                |                |
| 7              | 2010年5月12日  | FREE           |                |                |
| 8              | 2010年12月15日 | sweet love     |                |                |
| 大和姫呂未名義 |                |                |                |                |
| 9              | 2012年9月5日   | サヨナラ       |                |                |

### アルバム
| 枚             | 発売日         | タイトル                      | 規格品番       | オリコン 最高位 | 有線 リクエストランキング |
| 松浦ひろみ名義 | 松浦ひろみ名義 | 松浦ひろみ名義                | 松浦ひろみ名義 | 松浦ひろみ名義  |                           |
| -------------- | -------------- | ----------------------------- | -------------- | --------------- | ------------------------- |
| 1st            | 2006年10月5日  | ROMANTIC FANTAGIC             | APCA-1009      | 圈外            |                           |
| 2nd            | 2009年4月22日  | Angel Virgin                  | APCA-1013      | 圈外            |                           |
| 大和姫呂未名義 |                |                               |                |                 |                           |
| 3rd            | 2011年9月9日   | RENEWAL OPEN -THE SELECTIONS- | APCA-1016      | 圈外            |                           |
| ミニ           | 2012年3月9日   | 大和魂                        | APCA-1017      | 圈外            |                           |
| 4th            | 2013年9月6日   | あすなろ -THE SELECTIONS II-  | APCA-1018      | 圈外            |                           |
| LIVE CD        | 2014年1月9日   | LIVE IN CLUB CITTA'           | ？             | 圈外            |                           |
| ベスト         | 2015年7月3日   | 10th Anniversary The Best     | APCA-1019      | 圈外            |                           |
| 5th            | 2020年9月4日   | G's SPARK                     | APCA-1020      |                 | 「Gのうた」１位           |

### PV集
| 枚  | 発売日       | タイトル           | 規格品番  | オリコン 最高位 |
| --- | ------------ | ------------------ | --------- | --------------- |
| 1st | 2012年8月3日 | 歌う大捜査線       | APBG-1001 | 圈外            |
| 2nd | 2018年9月7日 | 歌う大捜査線 Vol.2 |           |                 |

### ユニット活動
- 戦艦アイドルとして「恋合艦隊」というユニットに、2014年9月から参加している[26]。9月14日に東京ビッグサイトにてデビューを果たす。
  - 頻繁にジンギスカンを食べに行って飲んでいる七海なな、白石茉莉奈と2017年頃から、「RWM」というユニットを組んでライブ活動などをしている。
    - 2017年、仙台スリーマンライブ。
    - 2018年、大阪スリーマンライブ。「真夜中の音じゃらし」。「白石茉莉奈生誕祭」。名古屋スリーマンライブ。

シングル
| 枚  | 発売日        | タイトル       | 規格品番  |
| --- | ------------- | -------------- | --------- |
| 1st | 2014年9月14日 | 恋合の艦隊決戦 | APCS-1021 |
| 2nd | 2015年1月18日 | 大海の彼方へ   | APCS-1024 |

## 映像作品

### イメージビデオ
| 発売日   | タイトル                                              | 規格品番   | メーカー                           | 備考           |
| 2008年   | 2008年                                                | 2008年     | 2008年                             | 2008年         |
| -------- | ----------------------------------------------------- | ---------- | ---------------------------------- | -------------- |
| 10月10日 | 現役シンガーソングライター松浦ひろみ 限界露出デビュー |            | EX写女                             | 松浦ひろみ名義 |
| 12月12日 | Naked Clips                                           | MMR-065    | スパイスビジュアル                 | 松浦ひろみ名義 |
| 2009年   |                                                       |            |                                    |                |
| 6月25日  | 妄想X S級女優の旬感エクスタシー 03                    |            | ARK アーデニー・エンタテインメント | 松浦ひろみ名義 |
| 8月21日  | だぶ☆りぃ（松浦ひろみ×真澄あさか）                    | EVDV-56101 | 心交社                             | 松浦ひろみ名義 |
| 9月11日  | 女神の素顔                                            |            | 心交社                             | 松浦ひろみ名義 |

### アダルトビデオ
- 現役シンガー衝撃デビュー!そして即引退!（2009年2月1日、アイデアポケット）[27]
- 現役シンガー松浦ひろみ 衝撃アリス復活!!（2010年2月12日、アリスJAPAN/ジャパンホームビデオ）[28]
- 現役シンガー松浦ひろみの超高級ソープ!（2010年3月12日、アリスJAPAN）[29]
- 現役シンガー松浦ひろみのハメ狂う音楽女教師（2010年4月9日、アリスJAPAN）[30]
- 出会って4秒で合体 松浦ひろみ（2010年5月14日、アリスJAPAN）[31]
- 終わらないお掃除フェラ 松浦ひろみ（2010年6月11日、アリスJAPAN）[32]
- ○○しなきゃいけないセックス 松浦ひろみ（2010年07月09日、アリスJAPAN）[33]
- 男つながりの女友達 松浦ひろみの場合（2010年8月13日、アリスJAPAN）[34]
- 現役シンガー松浦ひろみ 滴る愛液 官能と愛欲のバラード（2010年11月4日、HIBINO/ソフト・オン・デマンド）[35]
- 松浦ひろみ 初めての全裸LIVE（2010年11月18日、人間考察/ソフト・オン・デマンド）[36]
- 人妻シンガーソングライター（2011年3月7日、マドンナ）[37]

### タイアップ
| 曲名               | 内容                                                                                   | 年     |  |
| ------------------ | -------------------------------------------------------------------------------------- | ------ |  |
| SAVE ME            | 「蜜×蜜ドロップス LOVE×LOVE HONEY LIFE」PlayStation 2主題歌                            | 2006年 |  |
| NARITA             | 雄飛航空CM                                                                             | 2006年 |  |
| HAPPY LIFE         | ミサワホームCM                                                                         | 2007年 |  |
| 落花流水           | テレビ東京 音流〜On Ryu〜                                                              | 2010年 |  |
| 無限の彼方に       | テレビ朝日 「セレクションX」エンディング                                               | 2012年 |  |
| Gのうた            | 日本テレビ「バズリズム」コーナー内紹介                                                 | 2020年 |  |
| DOOR～恋する季節～ | テレビ朝日系列東北ブロック6局ネット特番「東北 サンドの隣の県は青かった？」エンディング | 2021年 |  |

## 出演

### 音楽活動
- 七海なな「デビュー10周年記念TALK & LIVE ～Always with you～」（2017年10月29日、東京カルチャーカルチャー）ゲスト：色紙美優/Ganmi/白石茉莉奈/長瀬麻美/みひろ/麻雅庵［出演順］
- Pop'n Girls （2012年4月6日、川崎　CLUB CITTA'）他アーティスト：井上昌己/松田樹利亜/宇都美慶子/GAO/田村直美×川渕智久
- Pop'n Girls （2012年12月6日-川崎CLUB CITTA'）他アーティスト：井上昌己/Dusty&Black tie (Vocal:gAo)/松田樹利亜
- Pop'n Girls （2013年5月22日、汐留BLUEMOOD）他アーティスト：いいくぼさおり/掘下さゆり/美元智衣
- Pop'n Girls ～winter snow～ （2013年12月6日、川崎CLUB CITTA'）他アーティスト：井上昌己/GAO/三上ちさこ/松田樹利亜/宍戸留美
- Pop'n Girls ～shiodome style～ （2014年6月29日、汐留BLUEMOOD）他アーティスト：Liquid Crystal+/vague/KAO=S
- 東京タワーclub333（2015年1月21日）
- 東京タワーclub333（2016年1月27日）
- LADY MADONNA拡大版 （2016年10月13日、川崎 CLUB CITTA'）
- Pop'n Christmas （2016年12月21日、川崎 CLUB CITTA'）他アーティスト：黒木隆弘/Deshico/野田幹子/HöLDERLINS/Duo leaf
- 東京タワーclub333（2017年2月15日）
- LADY MADONNA拡大版 （2017年10月19日、川崎 CLUB CITTA'）
- Pop'n Gradation（2017年11月14日、青山RiZM）他アーティスト：井上昌己/野田幹子/相曽晴日
- Pop'n Girls（2018年4月5日、青山RizM）他アーティスト：城戸葵/今井里歩/yucha/渡部歩
- LADY MADONNA拡大版 （2018年10月23日、川崎CLUB CITTA'）
- Pop'n Gradation（2018年11月14日、青山RiZM）他アーティスト：井上昌己/野田幹子
- フレディエトウ（Queeness）× 大和姫呂未2マンLIVE （2019年9月22日、渋谷ROTTO）
- Pop'n Gradation（2019年11月14日、青山RiZM）他アーティスト：井上昌己/野田幹子/桑田靖子
- 15周年アニバーサリー＆バースデイライブ（2020年9月20日、Jz Brad）
- pop'n Gradation（2020年11月12日、青山RiZM）他アーティスト：井上昌己/野田幹子
- LADY MADONNA拡大版（2020年11月27日、川崎 CLUB CITTA'）
- pop'n Gradation（2021年11月11日、青山RiZM）他アーティスト：井上昌己/野田幹子/桑田靖子
- LADY MADONNA拡大版（2021年11月25日、川崎 CLUB CITTA'）
- バースデイ＆NEWシングルリリース記念LIVE（2022年9月11日、Jz Brad）
- LADY MADONNA拡大版（2022年11月24日、川崎 CLUB CITTA'）
- LADY MADONNA ANNEX（2023年8月3日、GOTANDA G6）[38]
- バースデイワンマンLIVE（2023年9月16日、渋谷ホール & スタジオ）
- LADY MADONNA拡大版 （2023年11月29日、川崎 CLUB CITTA'）
- LADY MADONNA ～春、桜の花芯も満開～（2024年3月28日、青山RiZM）
- 黒歴史発売記念フリーライブ　(2024年4月20日、イオンモール高知)
- 黒歴史リリース記念ワンマンライブ（2024年6月1日、学芸大学メイプルハウス）
- 19周年 & バースデーバンドワンマンライブ（2024年9月7日-学芸大学メイプルハウス）
- こあらちゃん✖️ひろろん 大阪ライブ(2024年10月12日、LiveBar D.Ⅲ)
- LADY MADONNA 拡大版 2024（2024年11月21日、川崎 CLUB CITTA'）※ソロ名義だけでなく、七海なな、白石茉莉奈とのユニット「RWM」としても出演[39]。
- LADY MADONNA拡大版（2024年11月21日、川崎 CLUB CITTA'）
- mic-aloneコンサート2024 in 田村　ゲスト出演　(2024年12月21日、田村市文化センター)

### 映画
- 懺悔〜松岡真知子の秘密〜（主演・松浦ひろみ、2010年6月19日公開）

### ラジオ
- 松浦ひろみのはじけモード（下北FM：2006年8月 - 2007年4月）
- 大和姫呂未のTALK&MUSIC（FMたちかわ：2011年1月8日 -）
- 男の言い分女の言い分（楽天FM：2015年10月 -）
- 「LOVE MUS!C」（TBC東北放送：2015年7月11日）
- イノウエアツシと大和姫呂未のロックンロール（楽天FM：2017年1月 -）
- TBC東北放送「うたまつり」ゲスト（2018年3月4日）
- 真夜中の音じゃらし（ラジオ関西、2018年7月）RWM

### 舞台
- 夢art（会場：下落合taccs、2014年8月7日 - 11日）
- ツルノヒトコエ（会場：下落合TACCS1179、2016年8月11日 - 14日）

### TV
- チバテレビ「応援美女子」MC波田陽区（2015年12月29日）

### 写真集
- デビュー20周年記念、大和姫呂未初の写真集「20th Anniversary」（DESERT AIR 出版、発売日：2025年4月19日）[24]

## 作詞、作曲作品
リリースした作品はカバー曲となる「フライディチャイナタウン」「ヨイトマケの唄」を除きすべて作詞・作曲を手掛けている。